# Yusupha Bobb
Yusupha Bobb (Banjul, 22 giugno 1996) è un calciatore gambiano, centrocampista svincolato della nazionale gambiana.

## Carriera

### Club
Cresciuto nel Banjul Hawks, nel 2015 viene acquistato dal Chievo. Dopo qualche mese trascorso con la formazione Primavera del club veneto, il 24 luglio passa in prestito stagionale al Cittadella, insieme ai compagni Amedeo Benedetti e Lamin Jallow. Debutta tra i professionisti il 2 agosto, in occasione dello storico match di Coppa Italia vinto per 15-0 contro il Potenza, mettendo a segno due reti. Il 17 gennaio 2016 si frattura, durante uno scontro di gioco, il perone sinistro, terminando così anzitempo la stagione con sedici presenze totali.
Il 31 agosto passa, sempre a titolo temporaneo, al Taranto; resta con i rossoblù fino al successivo mese di gennaio, in cui si trasferisce al Padova. Il 12 luglio 2017 passa in prestito annuale alla Reggiana; dopo una stagione conclusa con l'eliminazione ai play-off, il 6 agosto 2018 viene ceduto al Cuneo.
Rimasto svincolato dal Chievo, il 19 ottobre 2019 viene tesserato dal Lecco.
L'11 febbraio 2021 firma con il Livorno.
Il 23 luglio 2021 viene acquistato dal Piacenza. Con gli emiliani disputa una sola stagione di Serie C, restando svincolato al termine del campionato. Dopo un anno e mezzo di stop, nel dicembre 2023 firma per i marocchini del Kawkab Marrakech.

### Nazionale
Convocato per la prima volta con la nazionale gambiana già nel 2013, ha esordito con la selezione africana il 15 novembre 2017, nell'amichevole vinta per 2-0 contro il Marocco, offrendo un'ottima prestazione; è stato convocato per la Coppa delle nazioni africane 2021.

## Statistiche

### Presenze e reti nei club
Statistiche aggiornate al 29 maggio 2022.
| Stagione        | Squadra          | Campionato      | Campionato | Campionato | Coppe nazionali | Coppe nazionali | Coppe nazionali | Coppe continentali | Coppe continentali | Coppe continentali | Altre coppe | Altre coppe | Altre coppe | Totale | Totale |
| Stagione        | Squadra          | Comp            | Pres       | Reti       | Comp            | Pres            | Reti            | Comp               | Pres               | Reti               | Comp        | Pres        | Reti        | Pres   | Reti   |
| --------------- | ---------------- | --------------- | ---------- | ---------- | --------------- | --------------- | --------------- | ------------------ | ------------------ | ------------------ | ----------- | ----------- | ----------- | ------ | ------ |
| 2015-2016       | Cittadella       | LP              | 12         | 1          | CI+CI-LP        | 2+2             | 2+0             | -                  | -                  | -                  | SLP         | 0           | 0           | 16     | 3      |
| 2016-gen. 2017  | Taranto          | LP              | 13         | 0          | CI-LP           | 1               | 0               | -                  | -                  | -                  | -           | -           | -           | 14     | 0      |
| gen.-giu. 2017  | Padova           | LP              | 4          | 0          | CI+CI-LP        | 0+3             | 0               | -                  | -                  | -                  | -           | -           | -           | 7      | 0      |
| 2017-2018       | Reggiana         | C               | 21+5       | 1          | CI+CI-C         | 1+2             | 0               | -                  | -                  | -                  | -           | -           | -           | 29     | 1      |
| 2018-2019       | Cuneo            | C               | 31         | 3          | CI-C            | 2               | 0               | -                  | -                  | -                  | -           | -           | -           | 33     | 3      |
| 2019-2020       | Lecco            | C               | 17         | 1          | CI-C            | 1               | 0               | -                  | -                  | -                  | -           | -           | -           | 18     | 1      |
| 2020-2021       | Livorno          | C               | 7          | 0          |                 | -               | -               | -                  | -                  | -                  | -           | -           | -           | 7      | 0      |
| 2021-2022       | Piacenza         | C               | 23         | 2          | CI-C            | 4               | 1               | -                  | -                  | -                  | -           | -           | -           | 27     | 3      |
| dic.2023-2024   | Kawkab Marrakech | B2              | 0          | 0          | -               | -               | -               | -                  | -                  | -                  | -           | -           | -           | 0      | 0      |
| Totale carriera | Totale carriera  | Totale carriera | 136        | 8          |                 | 18              | 3               |                    | -                  | -                  |             | 0           | 0           | 154    | 11     |

### Cronologia presenze e reti in nazionale
| Cronologia completa delle presenze e delle reti in nazionale ― Gambia | Cronologia completa delle presenze e delle reti in nazionale ― Gambia | Cronologia completa delle presenze e delle reti in nazionale ― Gambia | Cronologia completa delle presenze e delle reti in nazionale ― Gambia | Cronologia completa delle presenze e delle reti in nazionale ― Gambia | Cronologia completa delle presenze e delle reti in nazionale ― Gambia | Cronologia completa delle presenze e delle reti in nazionale ― Gambia | Cronologia completa delle presenze e delle reti in nazionale ― Gambia |
| Data                                                                  | Città                                                                 | In casa                                                               | Risultato                                                             | Ospiti                                                                | Competizione                                                          | Reti                                                                  | Note                                                                  |
| --------------------------------------------------------------------- | --------------------------------------------------------------------- | --------------------------------------------------------------------- | --------------------------------------------------------------------- | --------------------------------------------------------------------- | --------------------------------------------------------------------- | --------------------------------------------------------------------- | --------------------------------------------------------------------- |
| 23-3-2018                                                             | Bakau                                                                 | Gambia                                                                | 1 – 1                                                                 | Rep. Centrafricana                                                    | Amichevole                                                            | -                                                                     | 63’                                                                   |
| 12-10-2018                                                            | Lomé                                                                  | Togo                                                                  | 1 – 1                                                                 | Gambia                                                                | Qual. Coppa d'Africa 2019                                             | -                                                                     | 66’                                                                   |
| 17-11-2018                                                            | Bakau                                                                 | Gambia                                                                | 3 – 1                                                                 | Benin                                                                 | Qual. Coppa d'Africa 2019                                             | -                                                                     |                                                                       |
| 29-3-2021                                                             | Kinshasa                                                              | RD del Congo                                                          | 1 – 0                                                                 | Gambia                                                                | Qual. Coppa d'Africa 2021                                             | -                                                                     | 35’ 61’                                                               |
| 5-6-2021                                                              | Manavgat                                                              | Gambia                                                                | 2 – 0                                                                 | Niger                                                                 | Amichevole                                                            | -                                                                     | 71’                                                                   |
| 8-6-2021                                                              | Manavgat                                                              | Gambia                                                                | 1 – 0                                                                 | Togo                                                                  | Amichevole                                                            | -                                                                     |                                                                       |
| 11-6-2021                                                             | Manavgat                                                              | Kosovo                                                                | 1 – 0                                                                 | Gambia                                                                | Amichevole                                                            | -                                                                     | 84’                                                                   |
| 9-10-2021                                                             | El Jadida                                                             | Gambia                                                                | 1 – 2                                                                 | Sierra Leone                                                          | Amichevole                                                            | -                                                                     | 82’                                                                   |
| 12-10-2021                                                            | El Jadida                                                             | Gambia                                                                | 2 – 1                                                                 | Sudan del Sud                                                         | Amichevole                                                            | -                                                                     |                                                                       |
| 16-11-2021                                                            | Abu Dhabi                                                             | Nuova Zelanda                                                         | 2 – 0                                                                 | Gambia                                                                | Amichevole                                                            | -                                                                     | 74’                                                                   |
| 16-1-2022                                                             | Limbe                                                                 | Gambia                                                                | 1 – 1                                                                 | Mali                                                                  | Coppa d'Africa 2021 - 1º turno                                        | -                                                                     |                                                                       |
| 20-1-2022                                                             | Limbe                                                                 | Gambia                                                                | 1 – 0                                                                 | Tunisia                                                               | Coppa d'Africa 2021 - 1º turno                                        | -                                                                     |                                                                       |
| 24-1-2022                                                             | Bafoussam                                                             | Guinea                                                                | 0 – 1                                                                 | Gambia                                                                | Coppa d'Africa 2021 - Ottavi di finale                                | -                                                                     | 27’ 90+1’                                                             |
| 29-1-2022                                                             | Douala                                                                | Gambia                                                                | 0 – 2                                                                 | Camerun                                                               | Coppa d'Africa 2021 - Quarti di finale                                | -                                                                     |                                                                       |
| 23-3-2022                                                             | Yaoundé                                                               | Ciad                                                                  | 0 – 1                                                                 | Gambia                                                                | Qual. Coppa d'Africa 2023                                             | -                                                                     |                                                                       |
| 29-3-2022                                                             | Agadir                                                                | Gambia                                                                | 2 – 2                                                                 | Ciad                                                                  | Qual. Coppa d'Africa 2023                                             | -                                                                     | 47’                                                                   |
| 29-5-2022                                                             | Dubai                                                                 | Emirati Arabi Uniti                                                   | 1 – 1                                                                 | Gambia                                                                | Amichevole                                                            | -                                                                     |                                                                       |
| 4-6-2022                                                              | Thiès                                                                 | Gambia                                                                | 1 – 0                                                                 | Sudan del Sud                                                         | Qual. Coppa d'Africa 2023                                             | -                                                                     |                                                                       |
| 8-6-2022                                                              | Brazzaville                                                           | Rep. del Congo                                                        | 1 – 0                                                                 | Gambia                                                                | Qual. Coppa d'Africa 2023                                             | -                                                                     | 82’                                                                   |
| 23-1-2024                                                             | Bouaké                                                                | Gambia                                                                | 2 – 3                                                                 | Camerun                                                               | Coppa d'Africa 2023 - 1º turno                                        | -                                                                     | 69’                                                                   |
| 8-6-2024                                                              | Berkane                                                               | Gambia                                                                | 5 – 1                                                                 | Seychelles                                                            | Qual. Mondiali 2026                                                   | -                                                                     | 28’ 67’                                                               |
| Totale                                                                |                                                                       | Presenze                                                              | 21                                                                    |                                                                       | Reti                                                                  | 0                                                                     |                                                                       |

## Palmarès

### Club

#### Competizioni nazionali
- Lega Pro: 1

Cittadella: 2015-2016 (girone A)